# Eriothrix umbrinervis
Eriothrix umbrinervis là một loài ruồi trong họ Tachinidae.